# 可逆过程
在热力学中，可逆过程是指系统的某些属性能够在无能量损失或耗散的情形下通过无穷小的变化实现反转的热力学过程。如果这一过程是一个热力学循环，则这种循环称为可逆循环。由于这些变化都是无穷小的，热力学系统在整个过程中都处于平衡态。由于在理论上这种过程所需时间为无穷大，完全理论意义上的可逆过程在实际中是不可能实现的。不过，如果系统对所发生变化的反应速度远远大于变化本身，过程中微小的不可逆性则可以忽略，因而理论上经常把无摩擦的准静态过程看作可逆过程。在可逆循环中，系统和其外界环境在每一次循环结束时都保持完全相同的状态。
可逆过程的另一种定义是，过程发生后能够被复原并对系统本身或外界不产生任何影响的过程称作可逆过程。在热力学的语义中，一个过程“发生”是指这个热力学系统从初始状态发生变化直到终止状态过程结束。
值得注意的是，物理过程可逆，是指在时间反演变换操作下物理定律形式保持不变。

## 不可逆性
当一个过程不可反转时，它被称作不可逆过程。在不可逆过程中发生的变化是有限的，因而系统在过程中并不处于平衡态。而在一个不可逆循环中，虽然系统在相同的点上都处于相同的状态，但每经一次循环都对外界环境产生了永久性的改变，这种改变是无法通过过程反转手段来恢复的。

## 可逆过程和熵变
当可逆过程改变系统状态时，系统与外界的熵的总量改变为零；与之对应的是，系统经不可逆过程改变状态后熵总是增加的，这是热力学第二定律的体现。进一步地，可逆过程这一概念划定了热力学与工程上热机效率的上限：由于可逆过程是系统无热量“浪费”的过程，基于由可逆过程构成的可逆循环的热机效率是所有热机可能达到的最高效率（参见卡诺循环），实际热机由于摩擦等因素只能进行不可逆的循环，任何热机都无法达到可逆循环热机的效率。
有些严格的场合需要区别可逆过程和准静态过程（在某些不太严格的场合两者属于同义语）：可逆过程总是准静态的(絕熱過程除外)，但反过来不一定成立。例如，在一个器壁存在摩擦的圆柱体容器中，对圆柱体和活塞之间的气体进行无穷小的压缩，这一过程是准静态的但不是可逆的。虽然这个系统只是从平衡态发生了一个无穷小的改变，因摩擦产生的热量损耗是不可逆的，仅仅把活塞向相反方向移动无穷小的距离也无法将这些热量还原，由此可知存在能量耗散的准静态过程不是可逆过程。
教科书中常提到的可逆过程——可逆绝热过程是等熵过程的一个例子，当封闭系统与外界没有任何热交换，并在无耗散的情况下自由膨胀或压缩时，这一过程就是一个可逆绝热过程。

## 工程古语
历史上，「特斯拉原理」（Tesla principle）一词曾被尼古拉·特斯拉用於描述某些特定的可逆过程，但这个词语后来没有再被延续使用。这个原理是说某些系统的热力学过程可以被反转。特斯拉在研究强度和方向都随周期变化的交变电流时建立发展了这个原理。在特斯拉涡轮泵的演示中，随着圆盘自转固定在轴上的机械在发动机的推动下开始工作。而当涡轮泵的工作方向被反转时，圆盘的行为相当于一个泵。